# شهرستان شویچنگ
شهرستان شویچنگ (به لاتین: Shuicheng County) یک شهرستان‌های جمهوری خلق چین در چین است که در لیوپانشای واقع شده‌است.